# Saint-Girons-d'Aiguevives
Saint-Girons-d'Aiguevives är en kommun i departementet Gironde i regionen Nouvelle-Aquitaine i sydvästra Frankrike. Kommunen ligger i kantonen Saint-Savin som tillhör arrondissementet Blaye. År 2022 hade Saint-Girons-d'Aiguevives 966 invånare.

## Befolkningsutveckling
Antalet invånare i kommunen Saint-Girons-d'Aiguevives
Referens:INSEE